# Margarethenkirche (Melborn)

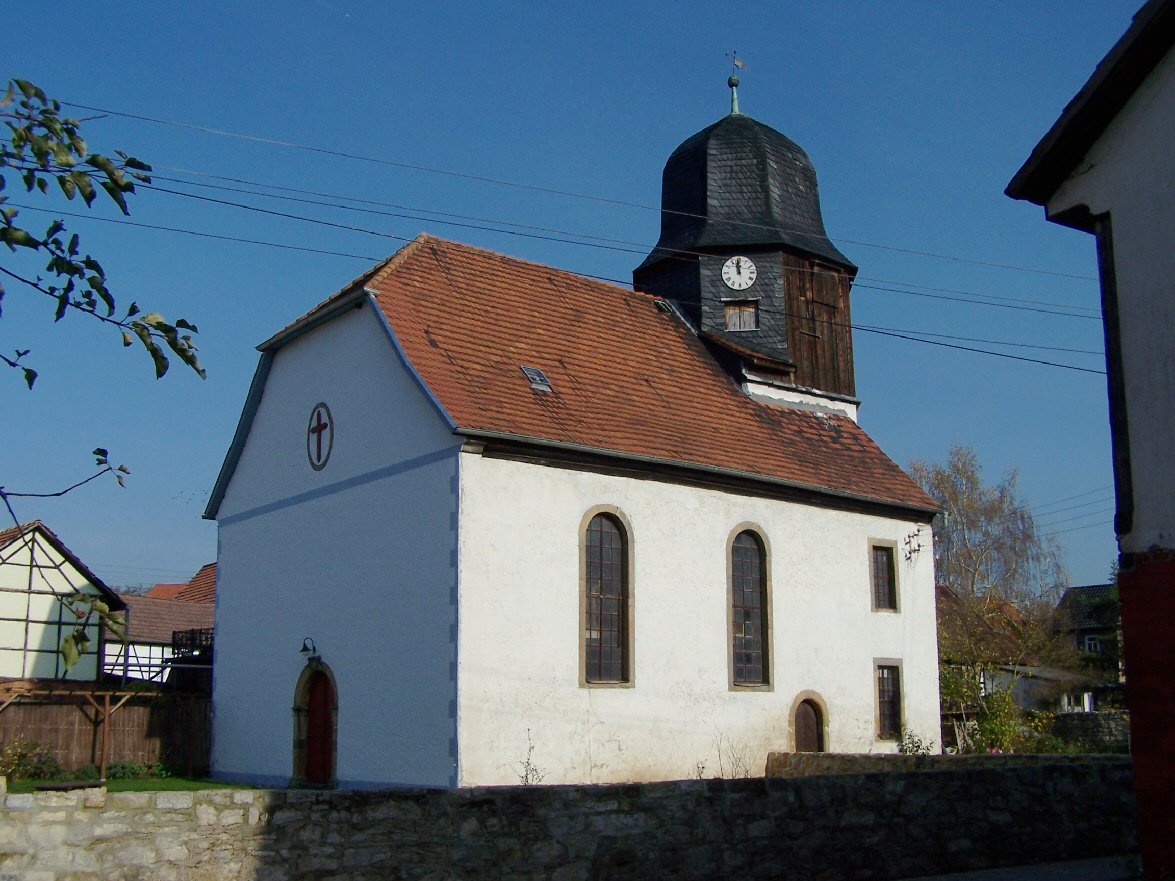
Margarethenkirche

Die evangelisch-lutherische Margarethenkirche steht in Melborn, einem Ortsteil der thüringischen Gemeinde Hörselberg-Hainich im Wartburgkreis.
Die Kirchengemeinde Melborn gehört zum Pfarrbereich Melborn I im Kirchenkreis Eisenach-Gerstungen der Evangelischen Kirche in Mitteldeutschland.

## Beschreibung
Die der heiligen Margareta geweihte mittelalterliche Kirche wurde im Dreißigjährigen Krieg stark zerstört. Die heutige Saalkirche wurde 1769 gebaut. Sie hat einen Chorturm mit einem polygonalen Abschluss im Osten. Auf dem steinernen Erdgeschoss des Turms setzt ein mit Schnittholz verkleidetes, achteckiges Zwischenstück auf, dessen Glockenstuhl zwei Glocken beherbergt. Die eine von 1482 ist den Evangelisten und der Namenspatronin der Kirche geweiht, die andere, sie wird in das 15. Jahrhundert datiert, ist eine sogenannte Alphabetglocke. Der Turm ist mit einer glockenförmigen Haube bedeckt und wird mit einer Turmkugel bekrönt.
Das mit einem Krüppelwalmdach bedeckte Langhaus ist im Innern mit einem hölzernen Tonnengewölbe überspannt. Die Emporen an den Langseiten sind eingeschossig, im Westen ist die Empore doppelstöckig. Der Chors hat ein Sterngewölbe.
Zur Kirchenausstattung gehört die hölzerne Kanzel mit einem Schalldeckel an der Nordseite des Triumphbogens. Das kelchförmige, hölzerne, achteckige Taufbecken stammt aus der Zeit von 1650. Auf der Empore im Westen steht die Orgel. Sie hat 10 Register, verteilt auf ein Manual und ein Pedal, und wurde im 18. Jahrhundert von einem unbekannten Orgelbauer gebaut.